# Douglas Cloudster
Dimensions
Le Douglas Cloudster était l'unique exemplaire d’un biplan à moteur Liberty construit pour une tentative de vol sans escale à travers les États-Unis prévu pour 1921. Il fut aussi la seule production de la firme Davis-Douglas Company.

## Historique
La firme Davis-Douglas Company est formée en juillet 1920 pour permettre à Donald Douglas de concevoir et de construire un appareil destiné à réaliser la première traversée des États-Unis d'une côte à l'autre. David R. Davis assure le financement du projet. L'appareil conçu sera le Douglas Cloudster qui se présente comme un biplan construit en bois, entoilé à l'exception de la partie avant du fuselage recouverte de métal. Sa propulsion était assurée par un moteur à piston Liberty V12 développant 400 ch. 
Son premier vol intervint le 24 février 1921. La tentative de traversée des États-Unis se solda par un échec à la suite d'une panne du moteur. 
En 1923, le Douglas Cloudster est vendu comme appareil de transport de passager et mis en œuvre par un certain nombre d'opérateurs. L'appareil, contraint à un atterrissage de fortune près de la côte de Californie en 1926, ne peut être récupéré avant d'être sévèrement endommage par la marée montante.  
À noter qu'après la tentative de traversée des États-Unis, David R. Davis se désintéresse du projet, ce qui conduira à la formation de la firme Douglas Company, qui deviendra plus tard la Douglas Aircraft Company, créée le juillet 1921.